# Vormsi (commune)
La commune de Vormsi (en estonien : Vormsi vald) est une municipalité rurale d'Estonie située dans le Comté de Lääne. Elle s'étend sur 92,93 km2

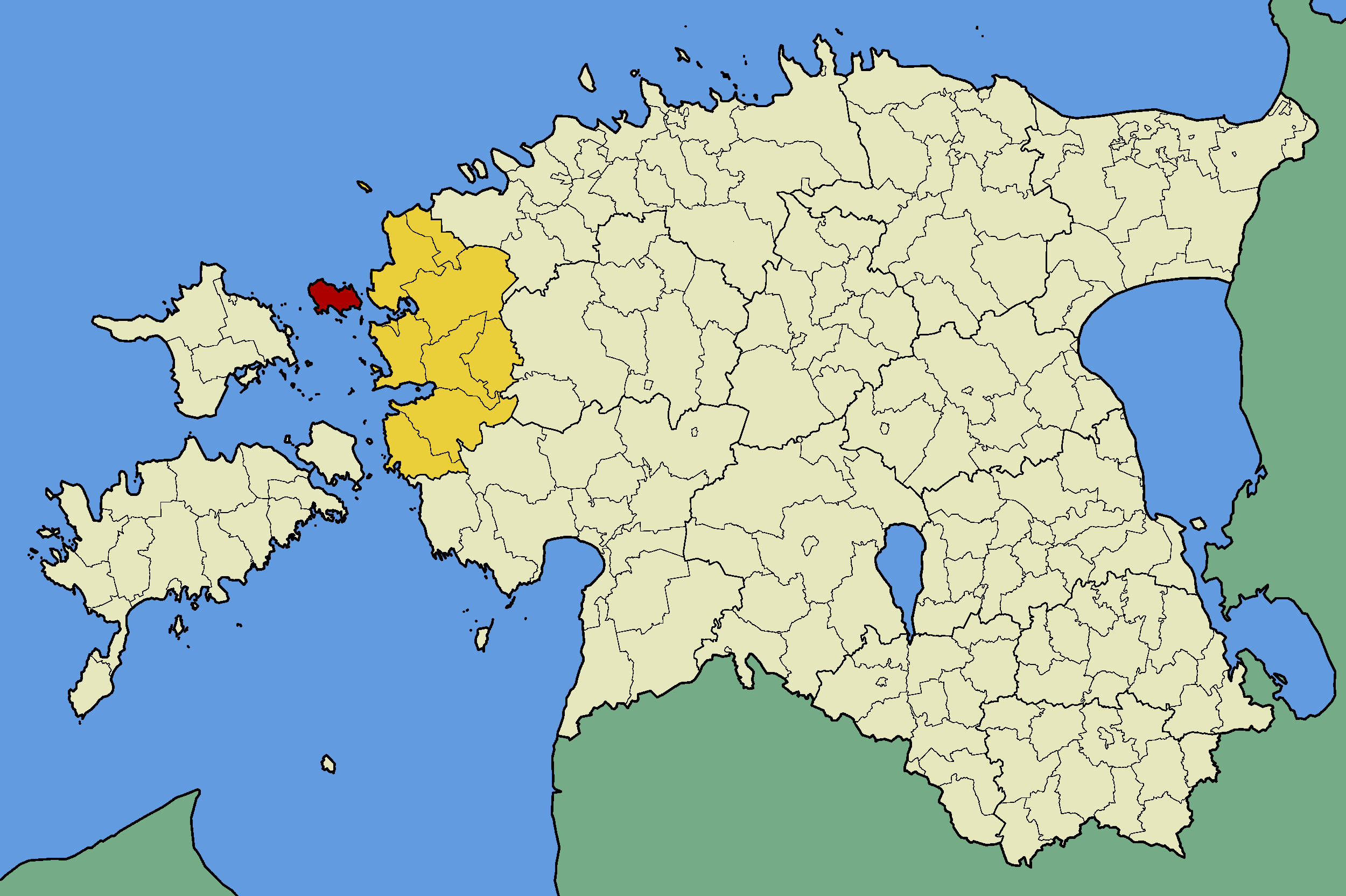
Commune de Vormsi (rouge), dans le Comté de Lääne (jaune).

et a 342 habitants(01.01.2012).

## Municipalité
La municipalité comprend l'île de Vormsi et couvre 14 villages:

### Villages
Borrby, Diby, Fällarna, Förby, Hosby, Hullo, Kersleti, Norrby, Rumpo, Rälby, Saxby, Sviby, Suuremõisa, Söderby.

## Démographie
| 1934  | 2016 | 2017 | 2018 |
| ----- | ---- | ---- | ---- |
| 2 547 | 397  | 411  | 407  |

| 2019 | 2020 | 2021 | 2022 |
| ---- | ---- | ---- | ---- |
| 389  | 386  | 397  | 301  |

| 2023 | - | - | - |
| ---- | - | - | - |
| 292  | - | - | - |

## Galerie

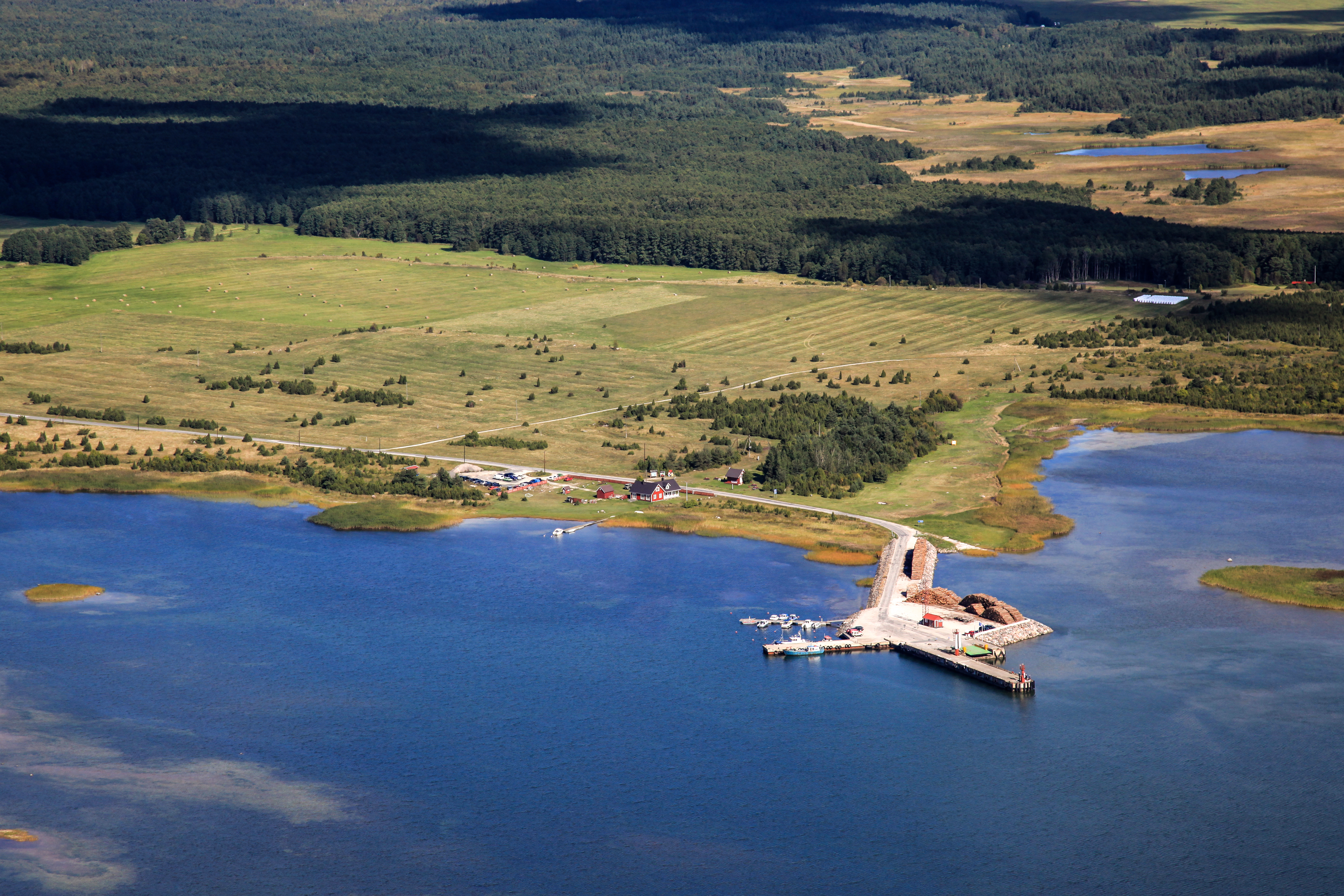
Port de Vormsi.
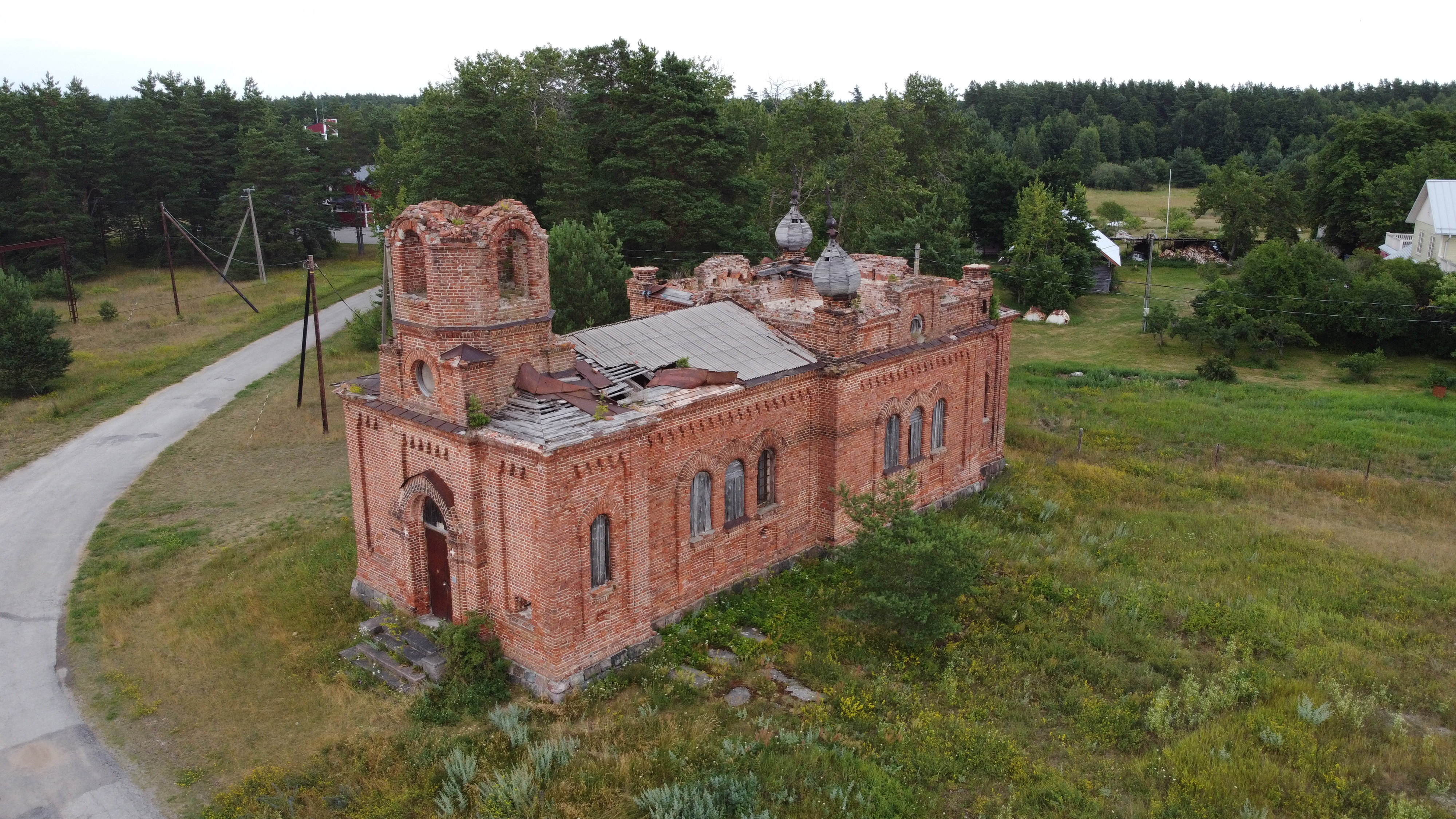
Église orthodoxe de Vormsi.
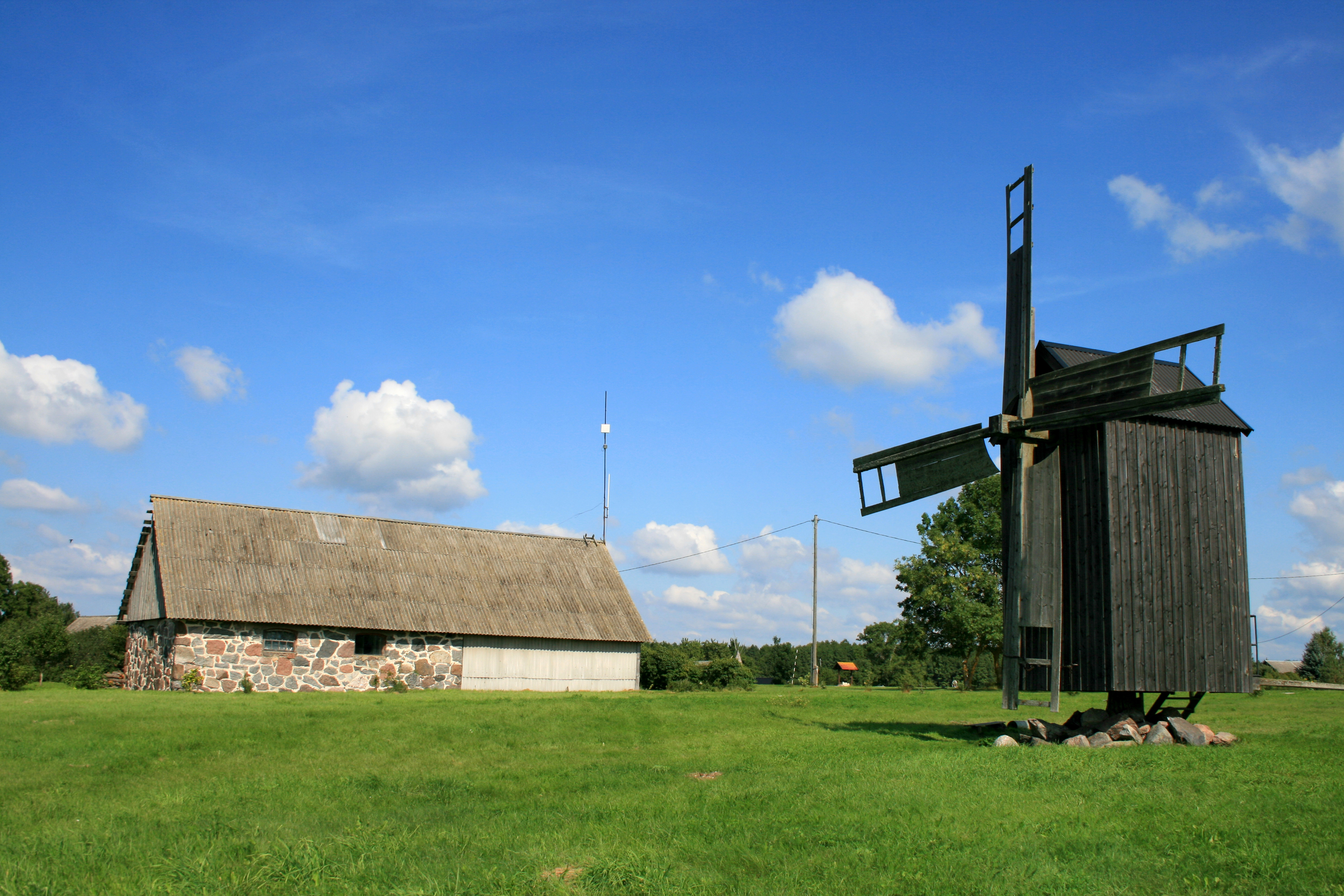